# F-Droid
F-Droid – sklep oraz repozytorium z aplikacjami dla systemu operacyjnego Android. Działa na podobnej zasadzie do Google Play, ale zawiera jedynie wolne i otwarte oprogramowanie. Aplikacje w F-Droid nie są kompilowane przez ich twórców, lecz są budowane bezpośrednio z dostępnego kodu źródłowego. Aplikacje mogą być instalowane oraz wyszukiwane na stronie projektu lub bezpośrednio w aplikacji klienckiej.
Aplikacja kliencka automatycznie sprawdza aktualizacje dla aplikacji zainstalowanych za jej pośrednictwem oraz ułatwia zarządzanie nimi. Można ją zainstalować z oficjalnej strony w postaci pliku APK.
F-Droid nie wymaga rejestracji od użytkowników oraz oznacza aplikacje, które zawierają tzw. anti-features, czyli funkcje których użytkownik może sobie nie życzyć, np. reklamy, śledzenie działań czy zależność od niewolnego oprogramowania. Oprogramowanie odpowiadające za działanie serwerów repozytorium jest wolnym oprogramowaniem oraz pozwala na stworzenie własnego repozytorium aplikacji Android.
F-Droid jest używany jako zamiennik dla Google Play w systemie operacyjnym Replicant, który jest forkiem systemu Android składającym się tylko z wolnego oprogramowania.